# جاك ووكر (لاعب كريكت)
جاك ووكر (2 مارس 1914 في المملكة المتحدة - 29 مايو 1968) (بالإنجليزية: Jack Walker)‏ هو لاعب كريكت بريطاني (وحمل سابقاً جنسية المملكة المتحدة لبريطانيا العظمى وأيرلندا). لعب مع Kent County Cricket Club ‏.

## وصلات خارجية
- جاك ووكر على موقع إي آس بي آن كريك إنفو (الإنجليزية)